# The Rains of Ranchipur
The Rains of Ranchipur és una pel·lícula dramàtica de desastres estatunidenca del 1955 realitzada per 20th Century Fox. Va ser dirigida per Jean Negulesco i produïda per Frank Ross a partir d'un guió de Merle Miller, basat en la novel·la de 1937 The Rains Came de Louis Bromfield. La partitura musical era d'Hugo Friedhofer i la fotografia de Milton Krasner.
La pel·lícula és protagonitzada per Lana Turner, Richard Burton, Fred MacMurray, Joan Caulfield i Michael Rennie amb Eugenie Leontovich.
Feta amb DeLuxe Color, Cinemascope i so estereofònic de quatre pistes, la pel·lícula és un remake de la pel·lícula en blanc i negre The Rains Came (1939). també realitzada per Fox, dirigida per Clarence Brown i protagonitzada per Tyrone Power i Myrna Loy. Tanmateix, la pel·lícula de 1955 canvia el final de la novel·la.

## Argument
L'aristòcrata britànic Lord Esketh (Michael Rennie) i la seva dona Edwina (Lana Turner) vénen a la ciutat de Ranchipur (Índia) per invitació de l'ancià Maharani (Eugenie Leontovich) a comprar cavalls. El seu matrimoni és infeliç, i Lord Esketh anuncia la seva intenció de tornar a Anglaterra i iniciar un procés de divorci. La mimada, insensible i notòriament promiscua Edwina (va portar un amant en la seva lluna de mel) es burla d'això.
Renova a Ranchipur el coneixement d'un vell amic i antic amant, Tom Ransome (Fred MacMurray), un cop un enginyer brillant, ara un alcohòlic dissolut. També coneix i intenta seduir un distingit metge hindú, el doctor Rama Safti (Richard Burton), un home decent que és l'elecció personal de l'ancià Maharani per succeir-lo algun dia.
Al final de la recepció, donant la benvinguda a Lord i Lady Esketh a Ranchipur, el Maharani, que es va preparar per a l'arribada de l'Edwina llegint retalls de diari, veu que ja ha començat a seduir Safti i s'enfronta a ella. Ella no és digna del seu protegit, diu el Maharani, explicant a l'Edwina la vida de Safti. És un home molt savi, però "no té experiència en qüestions del cor". El Maharani adverteix a l'Edwina que per a Ranchipur farà el que sigui necessari.
Safti al principi es resisteix, però finalment sucumbeix als encants d'Edwina i s'enamora irremeiablement d'ella. Lord Esketh s'adona d'això, i quan en Safti el salva després de ser mutilat per un tigre ferit, li pregunta a Safti sobre l'Edwina. Safti admet el seu amor i Lord Esketh, ara simpatitzant amb la situació d'aquest bon home, descriu el seu matrimoni en termes contundents. Safti diu que ja sap sobre el passat de l'Edwina; ell perdona tot el que ha fet.
Quan Safti i l'Edwina parlen d'això, finalment confessa que la seva atracció per ell s'ha convertit en una cosa "que va a més" que l'espanta. Safti creu que pot créixer i canviar. L'Edwina diu que no és possible. Tot està malament.
Mentrestant, Fern Simon (Joan Caulfield) ha tornat a casa després de graduar-se a la Universitat d'Iowa. Filla de missioners, va créixer a Ranchipur observant Ransome des de lluny. Els seus somnis de tornar a la universitat de professors per estudiar postgrau s'esvaeixen perquè no poden permetre-s'ho. A la recepció, demana a Ransome un préstec de 1.000 dòlars. Assenyala que això destrossaria la seva reputació a Ranchipur i, mogut per la seva decepció, accepta ajudar-la a tornar a l'escola d'alguna manera.
Ha estat plovent esporàdicament, però ara comença de debò, i continua al llarg de la pel·lícula fins al final.
Fern fuig de casa i apareix mullada al bungalow de Ransome. Està encantada amb el seu pla: arruïnar la seva reputació perquè la seva mare hagi de deixar-la anar a l'escola, encara que no hagi passat res perquè dormirà al sofà. Li diu que ha d'anar a casa immediatament, l'empaqueta amb un impermeable i la fa un petó. Es disculpa i li diu la veritat sobre ell mateix: un idealista desil·lusionat que es va cansar del món de la postguerra i es va amagar a Ranchipur i l'ampolla. Ella se'n va a casa mansament.
En una festa, Ransome, borratxo i enfadat, adverteix a l'Edwina que es mantingui allunyada de Safti, un amic a qui admira. Fora de la càmera, el Maharani ha ordenat a Edwina que abandoni el palau i Ranchipur. Safti diu que anirà amb ella.
De sobte, Ranchipur es veu devastada per un doble desastre natural: una sèrie de terratrèmols que destrossen la presa i molts edificis, i la inundació consegüent, agreujada per la pluja, que arrasa edificis i ponts. Després dels primers tremolors, Safti corre cap a l'hospital, deixant l'Edwina en frenesí, en part causat pel fet que està malalta. Ransome la porta a casa per cuidar-la. Al matí, Ranchipur és un llac, esquitxat de ruïnes, i encara plou. Les runes bloquegen els estrets riu avall i la pesta s'estén a les zones inundades.
La casa de Ransome està per sobre de la inundació. Un esquif arriba al porxo. És Fern, esgotada, freda i xopa. Ha estat tota la nit fora intentant arribar a ell. Ransome la posa a descansar i li promet suaument que no abandonarà mai Ranchipur. Porta l'Edwina a la missió de la Sra. Smiley. En el seu deliri, i creient (correctament) que pot estar morint, Edwina demana que li enviï un missatge al Dr. Safti. Se li lliura a Lord Esketh per error, i ell demana al Dr. Safti que se'n vagi, admetent que estima l'Edwina i sempre ho ha fet. El doctor Safti està tan ocupat salvant vides que no pot anar-hi.
Una explosió ressona per la ciutat: l'obstrucció ha estat explotada per la dinamita, fent que les aigües de la inundació retrocedeixin. A la missió, el doctor Safti descobreix que va ser Ransome qui va arriscar la seva vida per salvar la gent de Ranchipur.
Shafti arriba a Edwina per fi. Està sacsejada per la seva declaració que ell no hauria vingut a ella, fins i tot si hagués sabut que s'estava morint, a causa de totes les persones que depenen d'ell per a les seves vides. I quan parla de quanta feina hi haurà per reconstruir Ranchipur, ella s'adona que el seu cor és allà.
Edwina intenta explicar al Maharani abans de marxar que el seu amor per Safti s'ha fet realitat, tant és així que farà el sacrifici de deixar-lo pel seu propi bé. El Maharani es nega a acceptar això i es burla d'Edwina. L'Edwina adverteix al Maharani que algun dia hi haurà una dona que no podrà aturar.
Safti ve a acomiadar-se i li diu que li ha fet un gran regal, el coneixement que un home no pot viure sense amor. A canvi, li explica les qualitats que estima en ella. Es besen suaument.
S'allunya de Ranchipur amb el seu marit, eixugant-se una llàgrima de la galta.

## Repartiment
- Lana Turner com Lady Esketh
- Richard Burton com el Dr. Rama Safti
- Fred MacMurray com a Tom Ransome
- Michael Rennie com a Lord Esketh
- Joan Caulfield com a Fern Simon
- Eugenie Leontovich com el Maharani
- Gladys Hurlbut com a Sra. Simon
- Madge Kennedy com a Sra. Smiley
- Carlo Rizzo com el Sr. Adoani
- Argentina Brunetti com a Sra. Adoani

## Producció
La pel·lícula era un remake de The Rains Came (1939), que havia estat coescrita per Philip Dunne. Dunne va escriure més tard sobre el remake:
| « | Tot el que vaig contribuir al remake va ser el títol: The Rains of Ranchipur. L'escriptor i el productor, tots dos amics meus, em van informar sense tacte, desagradableMENT i repetidament que el seu guió era infinitament superior al que Julien Josephson i jo havíem escrit, que van descartar com a massa antic i cursi per als nostres propòsits. Van decidir no utilitzar-ne res, i de fet no ho van fer. Malauradament per a ells, en el procés van eliminar l'esdeveniment més important de tots, la mort de la dama entremaliada, violant així l'essència mateixa del disseny original de l'autor Bromfield. Van convertir una noble tragèdia, cursi o no, en un mer interludi romàntic i així van aconseguir el que es mereixien: un fracàs rotund. | » |

## Crítica
L'estudiós cinematogràfic Richard Dyer ha argumentat que The Rains of Ranchipur, com una sèrie d'altres pel·lícules contemporànies (post-Segona Guerra Mundial; i post-colonials), és orientalista, a més d'"ultra -colonialista" i "suprematista blanc", i que la funció d'aquestes pel·lícules és "intentar recuperar el suposat escrutini d'un passat desigual".